# Topic de Tolosa
Topic es el Centro Internacional del Títere de Tolosa (España) creado en el año 2009.
.Surgió en el seno del Festival Internacional de Títeres de Tolosa, Titirijai y es el único centro integral dedicado al arte de las marionetas en Europa,
Los patrocinadores son el Gobierno Vasco,  Diputación de Guipúzcoa, Ayuntamiento de Tolosa, Gobierno de España,  Diario Vasco y Kutxabank.
Es  un lugar de vanguardia donde el aprendizaje, la imaginación y la innovación son los protagonistas que hacen de este espacio una referencia internacional en el mundo de la marioneta.

## Descripción
En 1982 se celebró la primera edición del Festival Internacional de Títeres de Tolosa, Titirijai.
El festival creó un interés por el mundo de la marionetra que culminó con la creación del Centro Internacional del Títere de Tolosa, también llamado Topic.
Tiene varios espacios:  un  museo con títeres de todo el mundo; un centro de documentación especializado en este arte; un teatro con 250 plazas para la programación de espectáculos de títeres y otras disciplinas; espacios para impartir todo tipo de talleres a niños, adultos y profesionales del mundo del títere,  un  espacio  para la creación de nuevos espectáculos de títeres y una pequeña residencia para artistas o investigadores.
El museo dispone de más de 2500 marionetas de 40 países diferentes.
El número de visitantes está en auge como lo demuestran los 3000 visitantes durante los meses de julio y agosto del año 2024. El 17% provienen de Guipúzcoa.
El Topic desarrolla un mundo artístico  de humor, de emoción, de imaginación y de teatro.

## Premios[7]
- 2010 - Premio Nacional de Teatro de ASSITEJ
- 2011 - Mención Especial de los Premios de Turismo de Gobierno Vasco
- 2012 - Premio Silletto concedido por el European Museum Forum,
- 2013 - III Premio Iberoamericano de Educación y Museos en su categoría 1
- 2013 - Cascabel de Oro de la ONCE
- 2013 - TOPIC entra a formar parte del “Excellence Club” de Museos de la organización The Best in Heritage
- 2014 - Premio Rosa Mª García Cano a la mejor iniciativa de programas educativos y de promoción de las artes escénicas para la infancia y la juventud
- 2015 - Premio Pelegrín de plata otorgado por el Teatro Arbolé de Zaragoza al TOPIC y al Titirijai por su labor en favor del mundo de los títeres
- 2016 - Premio Galicreques otorgado por el Festival Galicreques de Santiago de Compostela por su labor en el mundo de los títeres
- 2018 - Premio Parque de las Marionetas a la trayectoria al TOPIC, “En reconocimiento a su labor desde 2009 y por ser un referente mundial en el mundo del títere y la marioneta”
- 2018 - VIII Premio Ibermuseos, mención de Honor al TOPIC por su proyecto de concienciación medioambiental Bizitzeko – Re-Vivimos, realizado junto con el Departamento de Medioambiente de la Diputación Foral de Guipúzcoa.